# 罗卡尔贝尼亚
罗卡尔贝尼亚（義大利語：Roccalbegna），是意大利格罗塞托省的一个市镇。总面积124.96平方公里，人口1152人，人口密度9.2人/平方公里（2009年）。ISTAT代码为053020。